# Departamento de Polícia de Palm Beach
O Departamento de Polícia de Palm Beach é uma agência de polícia municipal responsável pela aplicação da lei na cidade de Palm Beach, Flórida.

## História
O departamento de polícia de Palm Beach foi fundado em 1911.